# な행
な행은 오십음도에 있어 5번째의 행이다. な, に, ぬ, ね, の가 포함된다. 어떤 가나도 자음과 모음으로부터 이루어진 음을 가리킨다. な행의 음의 자음은 모두 유성음이기에 탁음은 존재하지 않고 청음 뿐이다. な행의 두자음의 요소는 n로 표시되지만, 그 발음은「な」「ぬ」「ね」「の」에서는 치경 비음n, 「に」에서는 구개화한 치경비음 nʲ 또는 경구개 비음ɲ으로 기술되는 음이다.
요음「にゃ」「にゅ」「にょ」는 「に」의 두자음（nʲ 또는 ɲ）와 모음「あ」「う」「お」을 조합한 음이다.
な행의 일본식 로마자 표기 및 햅번식 로마자 표기는 둘 다 na ni nu ne no , nya nyu nyo이다.
な행으로 시작하는 고유어 단어는 대부분이 차용어였을 확률이 높을거라고 추정한다.

## 같이 보기
- 오십음
- 이로하 노래

あ행 - か행 - さ행 - た행 - な행 - は행 - ま행 - や행 - ら행 - わ행

1. ↑  “日本語千夜一話　小林昭美-113”. 2020년 4월 17일. 2020년 4월 17일에 원본 문서에서 보존된 문서. 2023년 9월 10일에 확인함.